# Dinero (ley)

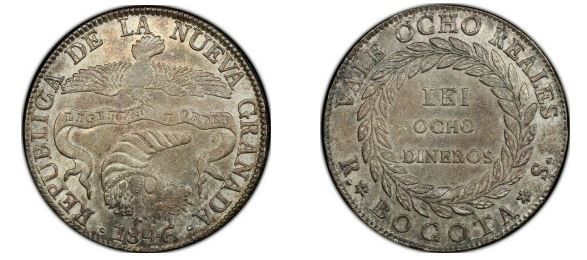
Moneda Colombiana de 8 reales Ley de Ocho Dineros

El dinero es un indicador de la ley (pureza) de la plata utilizado antes de la adopción del sistema métrico decimal.
La plata pura tiene 12 dineros, siendo cada dinero divisible en 24 granos.
Actualmente la pureza o ley de los metales preciosos se mide en milésimas 
1 dinero = 83,333 milésimas = 24 granos
1 grano = 3,472 milésimas
- Datos: Q5807341